# Vojislav Ilić
Vojislav Ilić (Belgrado, 14 aprile 1862 – Belgrado, 21 gennaio 1894) è stato un poeta serbo.

## Biografia

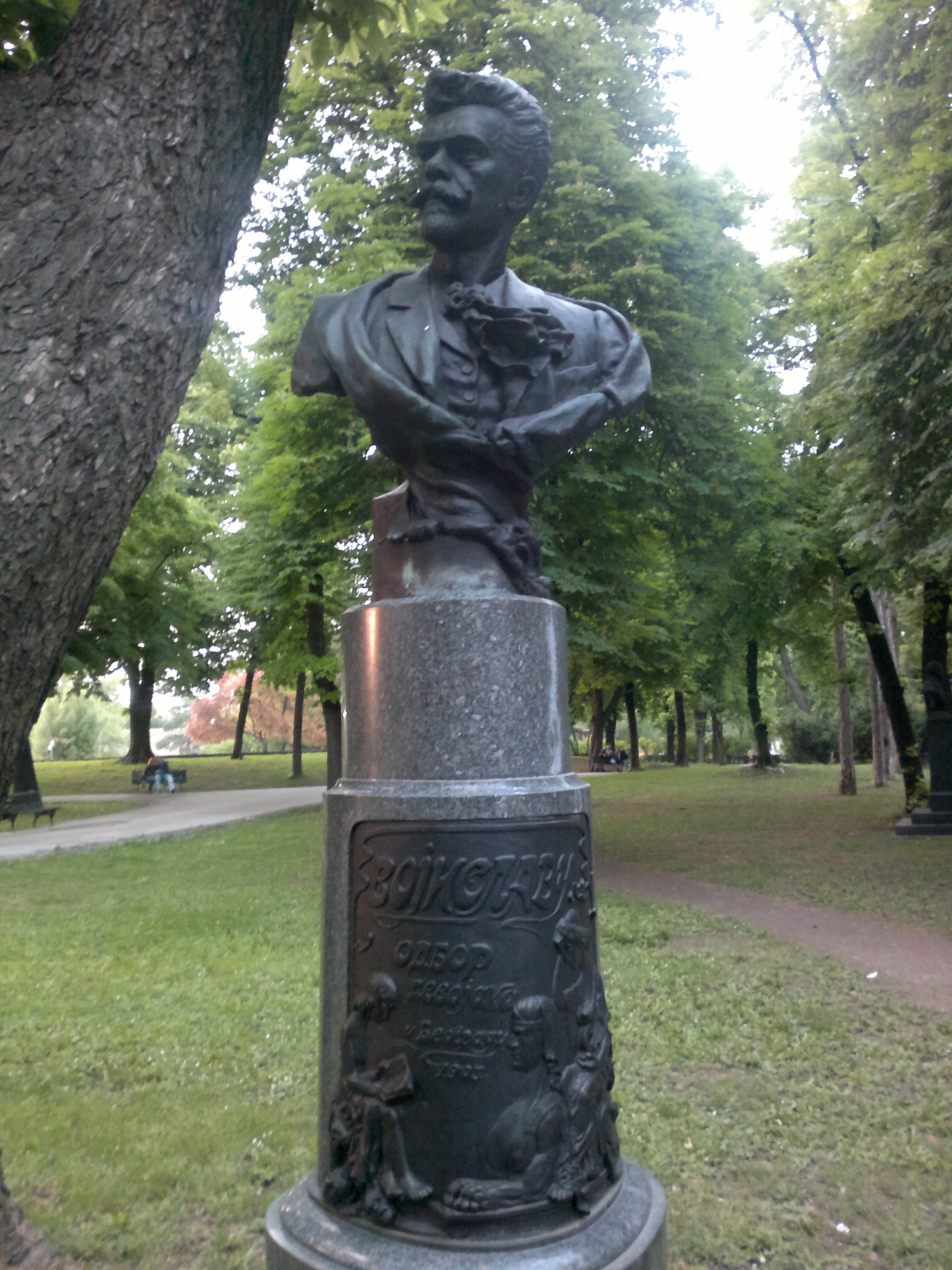
Busto di Vojislav Ilić a Belgrado

A causa delle non buone condizioni di salute, Ilić non completò gli studi di filosofia e si avvicinò alla letteratura grazie alla biblioteca del padre, il drammaturgo e poeta Jovan Ilić, che gli consentì di leggere gli autori romantici europei.
Nel 1885 partecipò come volontario alla guerra serbo-bulgara e nel 1892 lavorò come insegnante in una scuola a Turnu Severin, in Romania. Nello stesso anno fu nominato segretario stampa presso il Ministero degli affari interni, e successivamente viceconsole a Pristina.
Nel corso della sua vita conobbe numerosi scrittori, tra i quali Đura Jakšić, di cui sposò una figlia.
Condusse prevalentemente uno stile di vita da bohémien e a causa delle convinzioni politiche fu perseguitato dalle autorità.
Morì di tubercolosi all'età di trentadue anni.
Ilić è considerato dalla critica letteraria un innovatore poiché oltrepassò la lirica patriottica e romantica diffusa nella seconda metà del XIX secolo nel suo Paese, per condurre la letteratura serba verso forme simbolistiche, realistiche, neoclassiche, ispirate dalla sua predilezione infantile per la mitologia indiana, persiana, caucasica, araba, greca, romana, ed anche dalla delusione per la realtà sociale e politica caratterizzata da ribellioni e repressioni violente che, secondo l'opinione dello scrittore, si potevano riscattare solamente con i sogni della fantasia.
Ilić si mise in evidenza con le Ispovesti ("Confessioni"), incentrate sulle incertezze e sulle ansie dell'intera umanità, con le liriche elegiache, con quelle epiche, con quelle satiriche, nelle quali criticò il regime degli Obrenović ed in generale gli usi, i costumi, i vizi, i difetti della società contemporanea e descrisse intensamente  paesaggi rurali, scene di vita rurali, immagini della natura.
Le opere di Ilić furono impreziosite dai toni evocativi, da una suggestione magica delle parole e dall'uso di un verso libero secondo i modelli occidentali.
Ilić riscosse un buon successo di critica e di pubblico ed esercitò una grande influenza sui poeti delle generazioni successive.

## Opere

### Poesie
- Pesme, 1887.